# Aplocheilichthyinae
Sous-famille
Les Aplocheilichthyinae sont une sous-famille de poissons ovovivipares d'eau douce appartenant à l'ordre des Cyprinodontiformes.

## Liste des genres
Selon BioLib (21 mars 2025) et World Register of Marine Species (21 mars 2025) :
- genre Aplocheilichthys Bleeker, 1863

Selon ITIS (21 mars 2025) :
- genre Aplocheilichthys Bleeker, 1863
- genre Hylopanchax Poll et Lambert, 1965
- genre Laciris Huber, 1982
- genre Lacustricola Myers, 1924
- genre Poropanchax Clausen, 1967